# Olšinky (Golčův Jeníkov)
Olšinky (německy Wolschinka) jsou základní sídelní jednotka, součást města Golčův Jeníkov v okrese Havlíčkův Brod v kraji Vysočina. Větší (západní) část osady spadá pod katastrální území Golčův Jeníkov, zatímco menší (východní) část spadá pod katastrální území Nasavrky u Golčova Jeníkova. Budka se nachází asi 2 km jižně od Golčova Jeníkova, 5 km severně od Habrů a asi 23 km severozápadně od centra Havlíčkova Brodu.
V Olšinkách je registrováno 17 čísel popisných. Prochází tudy silnice I/38. Pramení zde bezejmenný potok, na němž se nachází rybník.